# 코니카 미놀타 다이낙스 5D

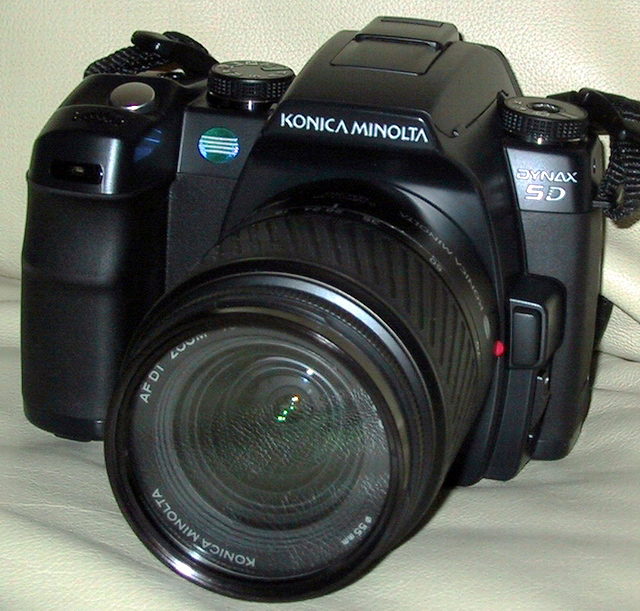
다이낙스 5D

다이낙스 5D(Dynax 5D(아시아), Maxxum 5D(미국), Konica Minolta Alpha Sweet Digital(일본))는 2005년 7월 15일에 발표된 코니카 미놀타의 DSLR이다. 23.5 x 15.7 mm 크기에 610만 유효 화소를 가지는 소니 CCD 센서를 가지고 있다. 다이낙스 7D의 하위 모델이다. 센서를 움직이는 형태의 손떨림 방지 기능을 가지고 있다.

## 같이 보기
- 다이낙스 7D
- 미놀타 AF 카메라 시스템